# Дунваллон Молмуций
Дунваллон Молмуций, Дивуал моэл мид (лат. Dunvallo Molmutius, валл. Dyfual moel myd) — легендарный король Британии, родом из Корнумбии.

## Биография
После гибели сыновей Горбодака в Британии началась междоусобная Война Пяти королей. Среди этих королей известны Пинор, король Логрии, Рудаук, король Камбрии и Статерий, король Альбании. Война длилась почти полвека, пока не появился Дунвало. Он был сыном Клотена, короля Корнубии. Неизвестно, был ли он прямым потомком Брута, но, во всяком случае, слыл по всей Британии человеком красивым, доблестным и смелым. Дунвало сначала восстал против Пинора и убил его. А затем он пошёл войной на Рудаука и Статерия. В решающей битве Дунвало пошёл на хитрость, приказав шестистам воинам переодеться в доспехи убитых врагов, чтобы беспрепятственно проникнуть в лагерь противников и убить их предводителей. Рудаук и Статерий были побеждены, и Дунвалло стал единодержавно править в Британии. Он издал законы, известные как «Законы Мольмуция». Среди этих законов было предоставление храмам статуса убежища для преступников. В годы его правления прекратились грабежи на дорогах, наступили мир и процветание.
Дунвало был погребен в Тринованте близ воздвигнутого им храма Согласия.